# Апаресидо Мартинс, Веллингтон
Ве́ллингтон Апареси́до Ма́ртинс (порт.-браз. Wellington Aparecido Martins) (28 января 1991, Сан-Паулу) — бразильский футболист, опорный полузащитник клуба «Аваи».

## Биография
Веллингтон — воспитанник академии «Сан-Паулу». В основном составе клуба дебютировал в возрасте 17 лет 18 мая 2008 года в матче против «Атлетико Паранаэнсе», завершившемся вничью 1:1. Сыграв ещё два матча в розыгрыше Южноамериканского кубка, в конце года он вместе с командой выиграл чемпионат Бразилии. В 2009—2010 годах играл нечасто, проведя в общей сложности 16 матчей за «трёхцветных» в разных турнирах (в том числе дебютировав в 2009 году в Кубке Либертадорес).
После вылета из Кубка Бразилии от «Аваи», тренер Пауло Сезар Карпежиани внёс изменения в основной состав команды и 22 мая 2011 года дал возможность проявить себя Веллингтону в матче Бразилейру против «Флуминенсе». Опорный полузащитник очень успешно справился с главным созидателем атак соперника Дарио Конкой, благодаря чему «Сан-Паулу» одержал победу в гостях 2:0. После этого Веллингтон стал твёрдым игроком основы в своей команде, и оставался таковым до февраля 2012 года. Игрок получил травму передней крестообразной связки левого колена во время тренировки 21 февраля. Была проведена хирургическая операция, и на поле Веллингтон вернулся только 30 августа в победной игре «Сан-Паулу» против «Ботафого» (4:0). Сыграл в восьми матчах «Сан-Паулу» в победной кампании Южноамериканского кубка 2012.
2013 год сложился для игрока неоднозначно. С одной стороны, он продолжал оставаться игроком основы, с другой — болельщики подвергли его критике за снижение уровня игры, что отразилось и на результатах команды, опустившейся в нижнюю часть турнирной таблицы чемпионата Бразилии. Приход тренера Пауло Аутуори позволил несколько исправить это положение.
В 2014 году Веллингтон стал первым за 12 лет футболистом (после Франсы), сыгравшим за «Сан-Паулу» в семи подряд сезонах. Сыграв в 14 матчах Лиги Паулисты, Веллингтон всё же не сумел впечатлить тренера Муриси Рамальо, который предпочёл видеть на месте опорного полузащитника Соузу. По этой причине в мае того же года Веллингтон отправился в аренду в «Интернасьонал».
Дебютировал в «Интере» 18 мая 2014 года в гостевом поединке чемпионата Бразилии против «Крисиумы» (0:0). Веллингтон стал твёрдым игроком основы «колорадос». 4 октября в матче против «Крузейро» (поражение 1:2) вновь порвал крестообразную связку правого колена. После очередной операции и восстановления полузащитник вернулся на поле только 1 июля 2015 года. «Интер» проиграл «Спорту» 0:3.
9 ноября у Веллингтона и его партнёра по «Интеру» Нилтона в крови были выявлены запрещённые диуретические вещества — гидрохлоротиазид и хлортиазид. Обоих отстранили от футбола сначала на месяц, а 4 декабря решением Высшего суда спортивной юстиции игроков дисквалифицировали на пять месяцев за применение допинга.
Веллингтон вернулся в «Сан-Паулу» и незадолго до окончания срока своей дисквалификации, 2 апреля 2016 года, во время тренировки вновь повредил переднюю крестообразную связку правого колена. Сумел вновь сыграть за «трёхцветных» только 22 октября 2016 года в 32 туре чемпионата Бразилии — «Сан-Паулу» обыграл «Понте-Прету» со счётом 2:0.
В мае 2017 года Веллингтон отправился в аренду в «Васко да Гаму». Игрок сумел полностью восстановиться от прошлых проблем и получил поддержку со стороны тренерского штаба клуба. В декабре полузащитник согласовал полноценный контракт с «Васко» на три года. Однако дальнейшему развитию карьеры в клубе из Рио-де-Жанейро помешал конфликт с болельщиками — он сфотографировался вместе с ещё шестью игроками, которые передразнили фанатов, задав в описании к изображению вопрос «Кто виноват [в неудачах команды]?» В результате скандала Веллингтон был вынужден покинуть стан «адмиралов».
26 июля 2018 года Веллингтон был отдан в аренду в «Атлетико Паранаэнсе» сроком на год, с возможностью первостепенного выкупа прав на игрока. В конце года вместе с партнёрами выиграл Южноамериканский кубок — впервые в истории клуба; полузащитник сыграл в восьми матчах турнира. В финальных играх против «Хуниора» Веллингтон дважды выходил на замену — вместо Рафаэла Вейги в Барранкилье и вместо Лучо Гонсалеса в Куритибе.

## Титулы и достижения
- Чемпион штата Риу-Гранди-ду-Сул (1): 2015
- Чемпион штата Парана (2): 2019, 2020
- Чемпион Бразилии (1): 2008
- Чемпион Кубка Бразилии (1): 2019
- Обладатель Южноамериканского кубка (2): 2012, 2018